# Vincenzo Scotti
Pour les articles homonymes, voir Scotti.
Vincenzo Scotti (né le 16 septembre 1933 à Naples) est une personnalité politique italienne, ancien membre de la Démocratie chrétienne et actuellement membre de Nous le Sud, après une scission du Mouvement pour l'autonomie, secrétaire d'État aux Affaires étrangères depuis le 12 mai 2008 dans le gouvernement Silvio Berlusconi IV et ancien maire de Naples.

## Biographie
Vincenzo Scotti est diplômé cum laude en 1955 à l'université de Rome « La Sapienza », avec une thèse sur l'économie du développement et les régions arriérées.
Élu député en 1968 pour la DC, et constamment réélu depuis, il obtient 219 000 voix de préférences en 1979. En 1976, il est secrétaire d'État au Budget. De 1978 à 1992, il est ministre à plusieurs reprises (Ministre de la culture de 1981 à 1982). En 1984, il devient maire de Naples. En 1989, il devient président du groupe parlementaire de la DC à la Chambre.
Comme ministre de l'Intérieur (1991), il fonde la Direction d'investigation anti-mafia. Le 13 avril 2008, il est candidat en Campanie pour le Mouvement pour l'autonomie.
Le 20 janvier 2010, Enzo Scotti, secrétaire d'État est expulsé du MPA ainsi que les députés (Arturo Iannaccone, Luciano Mario Sardelli, Elio Belcastro et Antonio Milo) qui ont constitué avec lui un nouveau groupe avec un symbole « Noi Sud » (Nous le Sud).